# Cicero (Indiana)
Cicero é uma cidade  localizada no estado americano de Indiana, no Condado de Hamilton.

## Demografia
Segundo o censo americano de 2000, a sua população era de 4303 habitantes.
Em 2006, foi estimada uma população de 4400, um aumento de 97 (2.3%).

## Geografia
De acordo com o United States Census Bureau tem uma área de
5,0 km², dos quais 3,9 km² cobertos por terra e 1,1 km² cobertos por água.

## Localidades na vizinhança
O diagrama seguinte representa as localidades num raio de 16 km ao redor de Cicero.